# 穎
穎（えい）は、イネ科の植物の小穂に見られる鱗状の包葉のことである。

## 概要
穎には、外側から、
- 最下節につき、花を持たないもの。…a
- aの内側の節につき、花を持たないもの。…b

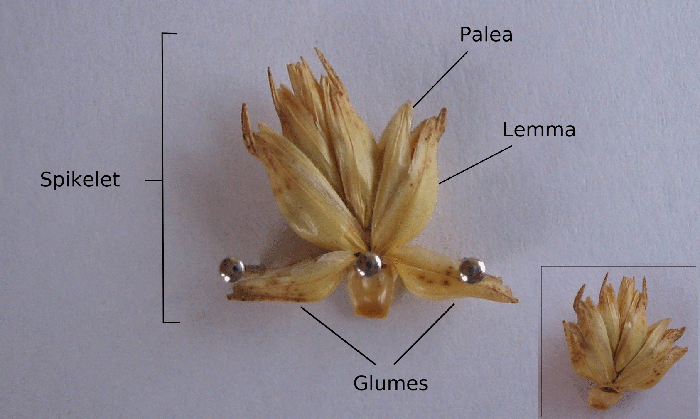
コムギの小穂にある外花穎 (Lemma) 、内花穎 (Palea) 、包頴 (glume)

- bの内側の節につき、葉腋部分に小花（おしべ・めしべ・鱗被）を持つもの…C
- 小花の基部についたもの…ｄ

以上、4種類が存在している。このうち、aとbは小穂一つに一枚しかない。cとdについては、小花ごとにそれを包む形で存在する。そのため、ドクムギ属などのように一つの小穂に多数花を含むものではそこに含まれる小花の数だけある。他方で、少数花を含む例では花が退化してこれらだけを残す例もあり、必ずしも花の数と対応しない。
穎果が熟すると、a・bを母体に残し、c・dに包まれる形で落ちることが多い。
ただし、a-dについては、植物学者によって様々な名称がつけられており、中には同一の名称が別の箇所に用いられている場合もある。また、穎の範囲についてもa・bに限定する説もある。以下に代表的な呼称の例を掲げる。
- 大井次三郎『日本植物誌』至文堂、1953年。
  - a→第一包穎
  - b→第二包穎
  - c→護穎
  - d→内穎
- 牧野富太郎『新日本植物図鑑』北隆社、1961年。
  - a→外穎
  - b→内穎
  - c→外桴
  - d→内桴
- 清水建美『原色新日本高山植物図鑑』保育社、1982年。
  - a→第一包穎
  - b→第二包穎
  - c→外花穎
  - d→内花穎
- その他の事例
  - a→外包穎・第一護穎
  - b→内包穎・第二護穎
  - c→外穎

## 歴史用語としての「穎」
日本の歴史用語としての穎（えい/かい）とは、穀物から茎を除いて穂だけの状態を指した。律令制の税の1つである租は稲の穂、すなわち穎稲の形で納税された他、出挙の出納も穎稲によって実施された。なお、粟に関しても穎粟（えいぞく）と呼ばれていた。
中世に入り、租税を穎稲の代わりに銭で納める代銭納が行われるようになると、その銭を穎銭（えいせん）あるいは単に穎と呼ばれるようになった。室町時代後期以後、関東地方を中心として明銭である永楽通宝が流通するようになると、代銭納などの納税も永楽通宝で行われるようになると、永楽通宝の略称である「永」と穎銭の略称である「穎」が同じ発音であったことから混同され、「穎銭」「穎」を「永銭」「永」とも表記するようになった。